# Li Andersson
Li Sigrid Andersson (Turku; 13 de mayo de 1987) es una política finlandesa, expresidenta del partido Alianza de la Izquierda, miembro del Parlamento finlandés y concejal de ciudad de Turku. En junio de 2019, fue nombrada ministra de Educación en el gobierno de Antti Rinne y en junio de 2021, en el gobierno de Sanna Marin.
En las elecciones parlamentarias de 2015, Andersson fue elegida con el número más alto de votos en Finlandia del Sudoeste (con 17 asientos); superando incluso a los presidentes de la Coalición Nacional y la Liga Verde. En las elecciones municipales de 2017, consiguió la mayoría de votos de candidatos fuera de Helsinki, quedando sexta nacionalmente.
En febrero de 2016, Andersson anunció su candidatura para la presidencia del partido Alianza de la Izquierda. El 6 de junio de 2016, recibió 3.913 (61.85%) votos en una elección no oficial entre los miembros de partido, después de que los otros candidatos se retiraron de la elección, dejándola como candidata única. La decisión fue confirmada el 11 de junio de 2016 en la reunión de la Alianza de Izquierda en Oulu.

## Biografía
Andersson se graduó como Licenciada en Ciencias Sociales de la Universidad Åbo Akademi en el año 2010. Se especializó en derecho internacional, especializándose en derecho internacional de derechos humanos y derecho de refugiados. Andersson se especializó en lengua y cultura rusas.
En las elecciones parlamentarias de 2015, Andersson fue elegido con el mayor número de votos personales en Finlandia propiamente dicha (con 17 escaños). Los candidatos en el distrito incluían a los presidentes del Partido de la Coalición Nacional y la Liga Verde. En las elecciones municipales de 2017, obtuvo la mayoría de los votos de los candidatos fuera de Helsinki, sexto a nivel nacional.
En febrero de 2016, Andersson anunció su candidatura a la presidencia de la Alianza de Izquierda. El 6 de junio de 2016, recibió 3.913 (61,85%) votos en una elección no oficial entre los miembros del partido, tras lo cual los demás candidatos se retiraron de la carrera, dejándola como la única candidata restante. La decisión fue confirmada el 11 de junio de 2016 en la reunión de la Alianza de Izquierda en Oulu.
Después de las elecciones parlamentarias de 2019, en las que la Alianza de Izquierda obtuvo cuatro escaños, el partido se unió al Gabinete Rinne liderado por el SDP. Andersson fue nombrado ministro de Educación. Dejó temporalmente su ministerio en diciembre de 2020 para irse de licencia por maternidad.
Andersson es miembro de la minoría nacional finlandesa de habla sueca.

## Historia electoral

### Elecciones municipales
| Año  | Municipio | Votos | Resultado |
| ---- | --------- | ----- | --------- |
| 2008 | Turku     | 175   | No electa |
| 2012 | Turku     | 2,422 | Electa    |
| 2017 | Turku     | 6,415 | Electa    |

### Elecciones parlamentarias
| Año  | Distrito electoral     | Votos  | Resultado |
| ---- | ---------------------- | ------ | --------- |
| 2011 | Finlandia del Sudoeste | 2,170  | No electa |
| 2015 | Finlandia del Sudoeste | 15,071 | Electa    |

### Elecciones del Parlamento Europeo
| Año  | Distrito electoral | Votos  | Resultado |
| ---- | ------------------ | ------ | --------- |
| 2014 | Finlandia          | 47,599 | No electa |